# Guarani Saltense Atlético Clube
O Guarani Saltense Atlético Clube é um clube brasileiro de futebol da cidade de Salto, estado de São Paulo. Fundado em 10 de fevereiro de 1938, suas cores são rubro negra. Desenvolve também atividades como clube social. Atualmente, encontra-se licenciado da Federação Paulista de Futebol.

## História
Um dos clubes de futebol mais tradicionais da região ituana, o Guarani Saltense sempre foi um rival ferrenho e à altura da Associação Atlética Saltense. Fundado dois anos após seu adversário, disputou 21 vezes o Campeonato Paulista, a partir de 1954, juntamente com a Saltense. As duas equipe já se enfrentaram várias vezes pelo profissionalismo. A mascote do Guarani Saltense só poderia ser um índio, um "bugrino". 

## Estatísticas

### Participações
| Competição         | Temporadas | Melhor campanha | Anos                                                    | A | R |
| Série A3           | 15         | Sem dados       | 1954, 1956-1959, 1962-1963, 1980-1982, 1984-1987 e 1992 | – | ? |
| Segunda Divisão    | 4          | Sem dados       | 1988-1991                                               | 1 | – |
| Série B2 (extinta) | 2          | Sem dados       | 1978-1979                                               | – | – |